# سارة فاسيو
سارة فاسيو (ولدت في 18 أبريل 1932) هي مصورة فوتوغرافية أرجنتينية. اشتهرت بتصويرها ، إلى جانب أليسيا داميكو ، شخصيات ثقافية مختلفة ، بما في ذلك الكتاب الأرجنتينيون خوليو كورتاثر وماريا إيلينا واليچاندرا پيزارنيك. كان لفاسيو أيضًا دورًا أساسيًا في إنشاء دار نشر للأعمال الفوتوغرافية في أمريكا اللاتينية وإنشاء مساحة معرض فوتوغرافي بارزة في الأرجنتين.

## السيرة الشخصية
ولدت فاسيو في الأرجنتين عام 1932
. تخرجت من المدرسة الوطنية للفنون الجميلة عام 1953. في وقت لاحق ، عملت كمساعدة لـ أنماري هينريتش وبدأت في التقاط الصور الخاصة بها في عام 1957 .
في عام 1960 ، افتتح فاسيو و أليسيا داميكو استوديو للتصوير الفوتوغرافي معًا. شاركت فاسيو في تأسيس مركز لازوتيا الثقافي مع ماريا كريستينا اوريف في عام 1973. كانت لا أزوتيا أول دار نشر تطبع كتب الصور في أمريكا اللاتينية.
في عام 1985 ، أسس مركز فاسيو للتصوير التابع مسرح بلدية سان مارتن العام ، والتي أصبحت من أبرز مساحات معرض التصوير الفوتوغرافي في الأرجنتين. عملت فاسيو كمديرة للمعرض حتى عام 1998. في عام 1996 ، رسمت فاسيو رسمًا لمانوليتا ، وهو كتاب شعر بقلم ماريا إيلينا والش. تم عرض معرض كبير لعملها ، تم التقاطه بين عامي 1972 و 1974 ، وركز على التأثير الذي أحدثه خوان دومينجو بيرون على البلاد ، في متحف الفن الأمريكي اللاتيني في بوينس آيرس ، مالبا ، في عام 2018.
```
عملها موجود في مجموعة متحف الفن الحديث.
```